# Powiat Echi
Powiat Echi (jap. 愛知郡 Echi-gun) – powiat w Japonii, w prefekturze Shiga. W 2024 roku liczył 20 693 mieszkańców.

## Miejscowości
- Aishō